# Campeonato Goiano de Futebol de 2023 - Segunda Divisão
O Campeonato Goiano de Futebol da Segunda Divisão de 2023, também conhecido como Divisão de Acesso 2023, será a 53ª edição deste torneio anualmente realizado pela Federação Goiana de Futebol. Esta competição será disputada por 8 equipes e terá seu início a partir do dia 5 de agosto, e possui previsão de término para o dia 22 de outubro.
A competição contará com o retorno da equipe do Santa Helena, que conquistou o título da Terceira Divisão no ano passado, em cima do Centro Oeste, que também conquistou o acesso e irá fazer sua primeira participação no Campeonato.
Além destes, a competição contará também com a volta do Goiatuba e da Jataiense, que foram rebaixados da Primeira Divisão em 2022.

## Regulamento
A competição contará somente com uma única fase, onde as 8 equipes jogarão entre si, em jogos de turno e returno. Ao final da competição, os clubes que terminarem em Primeiro e Segundo Colocado na competição serão declarados Campeão e Vice-Campeão respectivamente. Enquanto isso, as duas últimas equipes colocadas da competição serão rebaixadas para a Terceira Divisão de 2024.

### Critérios de desempate
Em caso de igualdade no número de pontos ganhos entre duas equipes ou mais ao final de cada rodada, serão adotados os seguintes critérios técnicos:
1. Maior número de vitórias;
2. Maior saldo de gols;
3. Maior número de gols pró;
4. Menor número de cartões vermelhos recebidos;
5. Menor número de cartões amarelos recebidos;
6. Sorteio

## Equipes participantes
| Equipe                                  | Cidade                | Em 2022  | Estádio                   | Capacidade | Títulos             |
| --------------------------------------- | --------------------- | -------- | ------------------------- | ---------- | ------------------- |
| Associação Atlética Anapolina           | Anápolis              | 3º       | Jonas Duarte              | 20 000     | 1 (em: 2013)        |
| Aparecida Esporte Clube                 | Aparecida de Goiânia  | 4º       | Anníbal Batista de Toledo | 5 000      | 1 (em: 1999)        |
| Associação Esportiva Evangélica (ASEEV) | Guapó                 | 5º       | Valdir Cândido de Queiroz | 1 000      | 0 (não possui)      |
| Centro Oeste Futebol Clube              | Senador Canedo        | 2º (3D)  | Zico Brandão              | 4 380      | 0 (não possui)      |
| Goiatuba Esporte Clube                  | Goiatuba              | 12º (1D) | Divinão                   | 15 000     | 3 (último em: 2021) |
| Jaraguá Esporte Clube                   | Jaraguá               | 6º       | Amintas de Freitas        | 4 000      | 1 (em: 2019)        |
| Associação Esportiva Jataiense          | Jataí                 | 11º (1D) | Arapucão                  | 30 000     | 2 (último em: 2020) |
| Santa Helena Esporte Clube              | Santa Helena de Goiás | 1º (3D)  | Pedro Romualdo Cabral     | 10 000     | 2 (último em: 2008) |

## Classificação
| Pos | Equipe       | Pts | J  | V | E | D  | GP | GC | SG  | Classificado                      |
| --- | ------------ | --- | -- | - | - | -- | -- | -- | --- | --------------------------------- |
| 1   | Goiatuba     | 30  | 14 | 9 | 3 | 2  | 21 | 9  | +12 | Promoção à 1ª Divisão de 2024     |
| 2   | Jataiense    | 26  | 14 | 8 | 2 | 4  | 21 | 11 | +10 | Promoção à 1ª Divisão de 2024     |
| 3   | Anapolina    | 26  | 14 | 7 | 5 | 2  | 18 | 8  | +10 |                                   |
| 4   | Centro Oeste | 24  | 14 | 6 | 6 | 2  | 13 | 9  | +4  |                                   |
| 5   | ASEEV        | 17  | 14 | 5 | 2 | 7  | 14 | 19 | −5  |                                   |
| 6   | Santa Helena | 15  | 14 | 3 | 6 | 5  | 14 | 19 | −5  |                                   |
| 7   | Aparecida    | 14  | 14 | 4 | 2 | 8  | 15 | 19 | −4  | Rebaixamento à 3ª Divisão de 2024 |
| 8   | Jaraguá      | 2   | 14 | 0 | 2 | 12 | 8  | 30 | −22 | Rebaixamento à 3ª Divisão de 2024 |

## Desempenho por rodada
- Posições de cada clube por rodada:[6]

| Rodada ↓ | ANA | APA | COE | EVA | GOI | JAR | JAT | SHE |
| -------- | --- | --- | --- | --- | --- | --- | --- | --- |
| 1ª       | 4   | 3   | 5   | 2   | 1   | 8   | 6   | 7   |
| 2ª       | 4   | 6   | 2   | 3   | 1   | 8   | 5   | 7   |
| 3ª       | 3   | 7   | 2   | 5   | 1   | 8   | 4   | 6   |
| 4ª       | 3   | 7   | 2   | 5   | 1   | 8   | 4   | 6   |
| 5ª       | 4   | 5   | 2   | 3   | 1   | 8   | 6   | 7   |
| 6ª       | 5   | 4   | 2   | 1   | 3   | 8   | 6   | 7   |
| 7ª       | 4   | 5   | 3   | 2   | 1   | 8   | 6   | 7   |
| 8ª       | 4   | 6   | 3   | 2   | 1   | 8   | 5   | 7   |
| 9ª       | 5   | 6   | 2   | 4   | 1   | 8   | 3   | 7   |
| 10ª      | 3   | 6   | 4   | 2   | 1   | 8   | 5   | 7   |
| 11ª      | 2   | 7   | 3   | 5   | 1   | 8   | 4   | 6   |
| 12ª      | 4   | 7   | 2   | 5   | 1   | 8   | 3   | 6   |
| 13ª      | 4   | 7   | 2   | 5   | 1   | 8   | 3   | 6   |
| 14ª      | 3   | 7   | 4   | 5   | 1   | 8   | 2   | 6   |
| Rodada ↑ | ANA | APA | COE | EVA | GOI | JAR | JAT | SHE |

| Líder e promoção à 1ª Divisão de 2024 Zona de promoção à 1ª Divisão de 2024 Zona de rebaixamento à 3ª Divisão de 2024 |

## Premiação
| Goiano Divisão de Acesso 2023  |
| ------------------------------ |
| Goiatuba Campeão (4º.º título) |

## Técnicos
| Equipe       | Técnico                                         |
| ------------ | ----------------------------------------------- |
| Anapolina    | Zé Carlos (1ª—8ª) Gilberto Pereira (9ª—)        |
| Aparecida    | Kiko Araújo (1ª—8ª) Marcelo Gaúcho (9ª—)        |
| ASEEV        | Auecione Alves (1ª—)                            |
| Centro Oeste | Higo Magalhães (1ª—9ª) Luís Carlos Winck (10ª—) |
| Goiatuba     | Márcio Goiano (1ª—)                             |
| Jaraguá      | Ademir Goiano (1ª—)                             |
| Jataiense    | Edson Silva (1ª—6ª) Wladimir Araújo (7ª—)       |
| Santa Helena | Wladimir Araújo (1ª—5ª) Nei Silva (6ª—)         |

## Estatísticas

### Artilharia
Atualizado em 27 de outubro de 2023
| Pos. | Jogador           | Equipe       | Gols |
| ---- | ----------------- | ------------ | ---- |
| 1    | Vintecinco        | Centro Oeste | 8    |
| 2    | Iury Tanque       | Anapolina    | 7    |
| 3    | Anderson          | Jataiense    | 6    |
| 3    | Edson Carvalho    | Aparecida    | 6    |
| 3    | Gonzalo           | Jataiense    | 6    |
| 6    | Alex Henrique     | Goiatuba     | 5    |
| 7    | Guilherme Pitbull | Goiatuba     | 4    |
| 7    | Thiago            | ASEEV        | 4    |

### Público
Atualizado em 4 de outubro de 2023

#### Maiores públicos
Estes são os dez maiores públicos do campeonato:
| N.º | Público | Mandante     | Placar | Visitante    | Estádio       | Data           | Rodada | Ref.   |
| --- | ------- | ------------ | ------ | ------------ | ------------- | -------------- | ------ | ------ |
| 1   | 3 000   | Centro Oeste | 0–0    | Jataiense    | Jaime Guerra  | 5 de agosto    | 1ª     | [ 8 ]  |
| 1   | 3 000   | Centro Oeste | 0–0    | Goiatuba     | Jaime Guerra  | 26 de agosto   | 5ª     | [ 9 ]  |
| 1   | 3 000   | Centro Oeste | 0–0    | Anapolina    | Jaime Guerra  | 23 de setembro | 9ª     | [ 10 ] |
| 4   | 2 980   | Centro Oeste | 1–1    | Santa Helena | Jaime Guerra  | 9 de setembro  | 7ª     | [ 11 ] |
| 5   | 2 955   | Centro Oeste | 1–0    | ASEEV        | Jaime Guerra  | 19 de agosto   | 3ª     | [ 12 ] |
| 6   | 2 950   | Centro Oeste | 4–0    | Jaraguá      | Jaime Guerra  | 4 de outubro   | 11ª    | [ 13 ] |
| 7   | 2 479   | Anapolina    | 2–0    | Aparecida    | Jonas Duarte  | 4 de outubro   | 11ª    | [ 14 ] |
| 8   | 2 365   | Anapolina    | 2–1    | Jataiense    | Jonas Duarte  | 1 de outubro   | 10ª    | [ 15 ] |
| 9   | 2 284   | Goiatuba     | 2–0    | Santa Helena | Divino Garcia | 13 de agosto   | 2ª     | [ 16 ] |
| 10  | 2 094   | Anapolina    | 0–0    | Centro Oeste | Jonas Duarte  | 3 de setembro  | 6ª     | [ 17 ] |

#### Menores públicos
Estes são os dez menores públicos do campeonato, sem considerar as partidas com portões fechados ou de entrada franca:
| N.º | Público | Mandante     | Placar | Visitante    | Estádio            | Data           | Rodada | Ref.   |
| --- | ------- | ------------ | ------ | ------------ | ------------------ | -------------- | ------ | ------ |
| 1   | 65      | Aparecida    | 1–3    | Centro Oeste | Annibal Batista    | 14 de agosto   | 2ª     | [ 18 ] |
| 2   | 66      | Aparecida    | 1–2    | Santa Helena | Annibal Batista    | 1 de outubro   | 10ª    | [ 19 ] |
| 3   | 92      | ASEEV        | 2–1    | Jaraguá      | Valdir Cândido     | 30 de setembro | 10ª    | [ 20 ] |
| 4   | 102     | Jaraguá      | 0–2    | Jataiense    | Amintas de Freitas | 12 de setembro | 7ª     | [ 21 ] |
| 5   | 111     | Santa Helena | 2–1    | ASEEV        | Pedro Romualdo     | 4 de outubro   | 11ª    | [ 22 ] |
| 5   | 111     | Jaraguá      | 0–1    | Centro Oeste | Amintas de Freitas | 23 de agosto   | 4ª     | [ 23 ] |
| 7   | 132     | Aparecida    | 1–0    | Jaraguá      | Annibal Batista    | 3 de setembro  | 6ª     | [ 24 ] |
| 8   | 147     | Aparecida    | 1–0    | Anapolina    | Annibal Batista    | 23 de agosto   | 4ª     | [ 25 ] |
| 9   | 149     | Jaraguá      | 1–1    | Aparecida    | Amintas de Freitas | 23 de setembro | 9ª     | [ 26 ] |
| 10  | 156     | Aparecida    | 0–2    | Goiatuba     | Annibal Batista    | 16 de setembro | 8ª     | [ 27 ] |